# Font de la Coma (Aransís)
La Font de la Coma és una font de l'antic terme d'Aransís, actualment pertanyent al municipi de Gavet de la Conca. És dins del territori del poble d'Aransís.
Està situada a 867 m d'altitud, uns 600 metres a ponent d'Aransís. És a la dreta del barranc de Xércoles, a prop i al sud-oest de la Granja del Jeroni.